# Kelly Santos

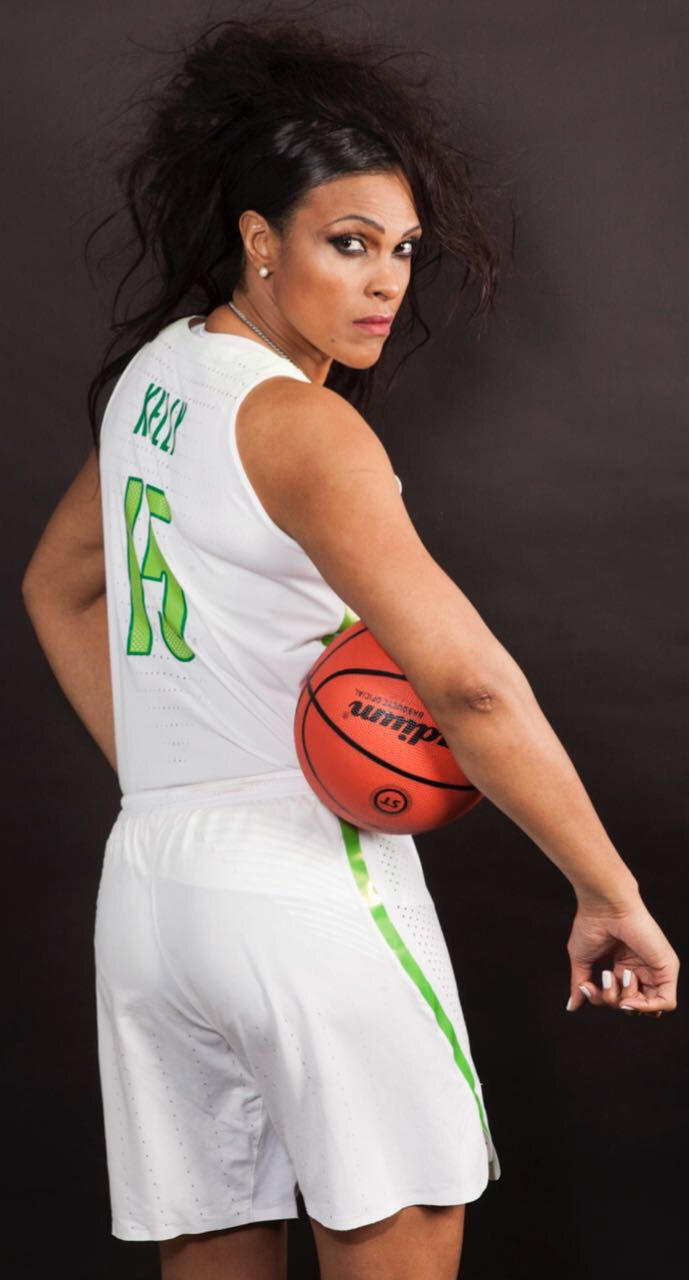
Kelly Santos - brasilianische Basketballspielerin

Kelly da Silva Santos (* 10. November 1979 in São Paulo, Brasilien) ist eine professionelle Basketball-Spielerin. Zurzeit spielt sie für die Seattle Storm in der Women’s National Basketball Association.

## Karriere

### Women’s National Basketball Association
Kelly Santos wurde im WNBA Draft 2001 von den Detroit Shock an der 54. Stelle ausgewählt. Santos spielte danach von 2001 bis 2002 insgesamt 26 Spiele für die Shock. 2003 wurde sie auf die Waiver-Liste gesetzt, damit sich die Shock von ihr trennen konnten. 2008 kehrte sie in die WNBA zurück, als sie von den Seattle Storm verpflichtet wurde.

### International
2000 gewann sie bei den Olympischen Sommerspielen in Sydney mit der brasilianischen Basketballnationalmannschaft die Bronzemedaille.